# Mesochorus coartatus
Mesochorus coartatus är en stekelart som beskrevs av Schwenke 2002. Mesochorus coartatus ingår i släktet Mesochorus och familjen brokparasitsteklar. Inga underarter finns listade i Catalogue of Life.